# Зарубин, Александр Максимович
Александр Максимович Зарубин (род. 8 апреля 1940, Чашниково, Солнечногорский район) — советский хоккеист, защитник, советский и российский тренер. Мастер спорта СССР международного класса. Заслуженный тренер СССР (1984), Заслуженный тренер России (1992).

## Биография
Отец Максим Ионович Зарубин погиб в начале Великой Отечественной войны под Смоленском. Семья жила в подмосковном совхозе Чашниково. После того, как их деревня была сожжена в декабре 1941, семья переехала в Химки. Начинал заниматься футболом в секции Стадиона юных пионеров в Москве, затем — хоккеем. Стал работать на заводе имени Лавочкина («почтовый ящик № 456»), играл за команду «Новатор» («Труд»). С сезона 1961/62 — в команде «Крылья Советов». В сезоне 1971/72 перешёл в команду новообразованную второй лиги «Спартак» Ташкент. С сезона 1973/74 — в «Дизелисте» Пенза, вышел с командой в первую лигу. Три сезона был в команде играющим тренером.
Окончил Московский областной педагогический институт им. Крупской (МОПИ) (1965).
В 1976 году стал работать тренером в хоккейной школе «Крыльев Советов», до 1982 года тренировал команду 1964 года рождения. Среди воспитанников — олимпийский чемпион-1992 и дважды чемпион мира Юрий Хмылёв, двукратный обладатель Кубка Стэнли Сергей Немчинов, чемпион мира среди молодёжи-1984 Евгений Чижмин, Сергей Макаров, судья Александр Поляков.
В 1982—1996 годах работал старшим тренером «Крыльев Советов» при Игоре Дмитриеве. В августе — октябре 1996 — главный тренер.
В 1996—1999 — тренер клуба «Молот-Прикамье» Пермь. В 1999 главный — тренер ХК «Липецк». В сезоне 2000/01 — главный тренер «Молота-Прикамье».
С 2003 по 2010 год — директор СДЮШОР «Крылья Советов». С 2010 года — завуч СДЮШОР «Крылья Советов».
10 октября 2017 года под своды УДС «Крылья Советов» был поднят стяг Александра Зарубина.